# Ambra

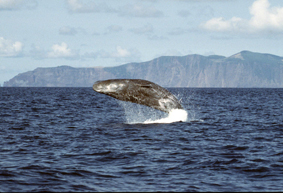
Kaszalot

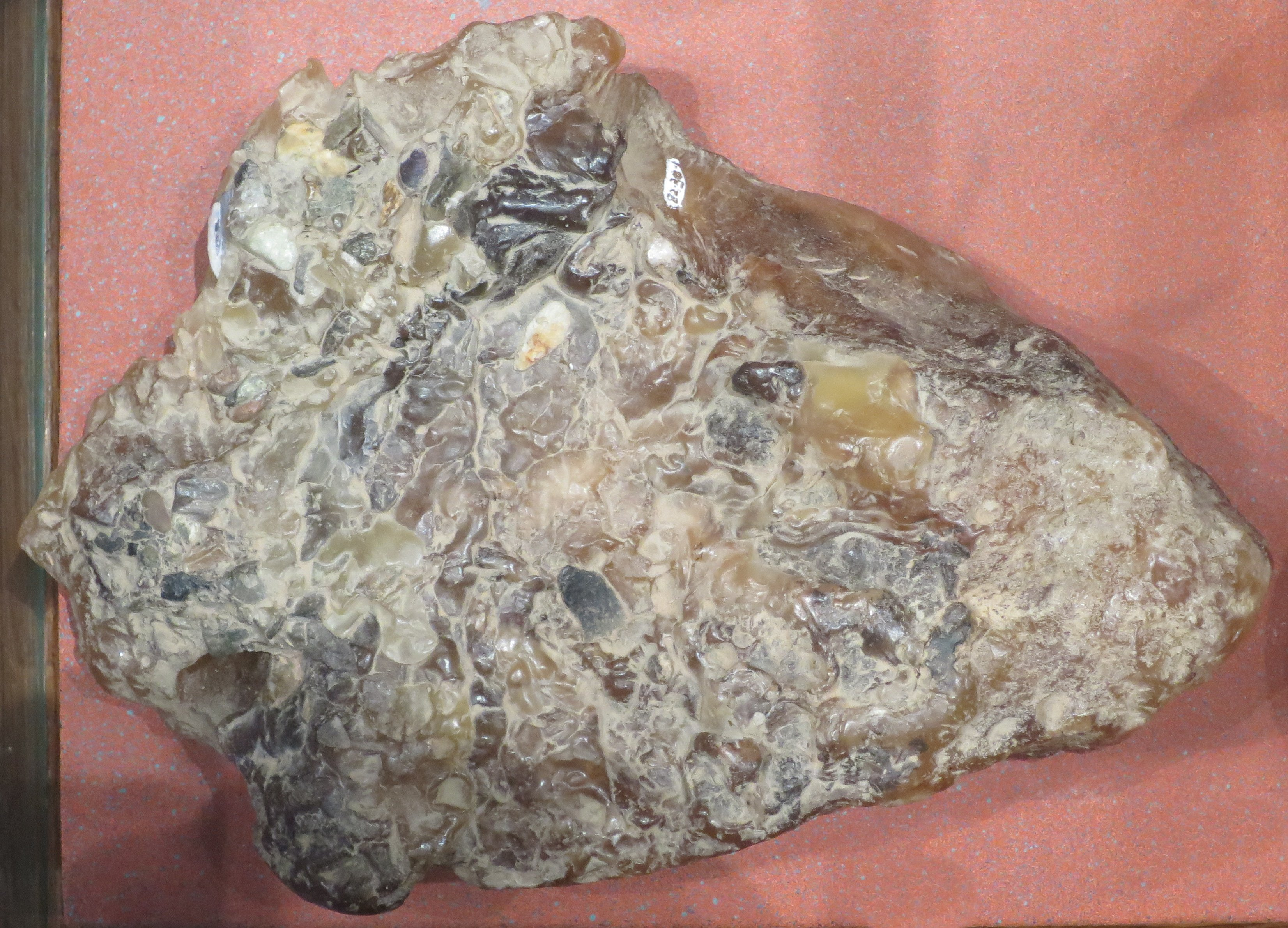
Ambra

Ambra (Ambergris Tincture) – wydzielina z przewodu pokarmowego kaszalota (Physeter macrocephalus), która jest prawdopodobnie wynikiem niestrawności lub zaparcia wieloryba.

## Charakterystyka i występowanie
Ambra pojawia się w okolicach żerowania, unosi się na powierzchni wody (skąd może zostać odłowiona), a następnie wyrzucana jest na wybrzeże oceanów. Bryły ambry mają najczęściej rozmiary pięści lub ludzkiej głowy. Mają postać różnokształtnych form o masie 1-20 kg.  Ambra może przybierać barwę szarą, żółtawą lub brązową. Ma konsystencję wosku, jest lżejsza od wody, mięknie w cieple ręki i ulega upłynnieniu w temperaturze wrzenia wody. Jest słabo rozpuszczalna w alkoholu, lepiej rozpuszcza się w tłuszczach.
Ambra jest jednym z nielicznych naturalnych surowców przemysłu perfumeryjnego pochodzenia zwierzęcego. Charakteryzuje się zapachem porównywalnym do końskiego potu oraz zapachu morza. Ze względu na swe właściwości jest używana przez najbardziej renomowanych producentów perfum. Czysta ambra nie ma zapachu, powstaje on w wyniku fotooksydacji i autooksydacji, a składnikami decydującymi o jej charakterystycznym zapachu są ambreina, ambriole, jonony i aldehyd ambrowy. Tynkturę otrzymuje się przez macerację wysuszonego i rozdrobnionego surowca alkoholem etylowym. Otrzymywane są również zagęszczone roztwory alkoholowe otrzymywane z tinktury, tzw. rezynoid lub absolut ambry. Tynktura i zagęszczone ekstrakty muszą dojrzewać przez pół roku, zanim zostaną użyte w kompozycjach zapachowych. W przemyśle perfumeryjnym poza balsamicznym zapachem ambry wykorzystuje się jej właściwości doskonałego utrwalacza.

## Pozyskiwanie
Dawniej wydobywano ją, sondując lancami zawartość jelit rozpłatanych zwierząt – wielorybów odławianych w celu pozyskania m.in. wielorybiego tłuszczu (w tym spermacetu) i fiszbinów. Ośrodkiem pozyskiwania ambry były m.in. wybrzeża Australii, Nowej Zelandii i Nowej Kaledonii, na której plażach ambra bywa znajdowana szczególnie często. Obecnie naturalna ambra jest niedostępna ze względu na ochronę kaszalotów. Wytwarzane są jej substytuty syntetyczne lub roślinne (np. produkty otrzymywane z nasion hibiskusa).
Według mitów ambra potrafi też hipnotyzować syreny.
Główne składniki
- ambreina
- epicoprostanol
- norphyton
- coproston

W wielu krajach stosowanie ambry jest zakazane, ze względu na ochronę kaszalotów. Jako zamiennika ambry używa się zazwyczaj żywicy ladanum otrzymywanej z niektórych gatunków czystków.